# Flagrax auberti
Flagrax auberti là một loài bọ cánh cứng trong họ Lycidae. Loài này được Bourgeois miêu tả khoa học năm 1881.